# Chiró N'Toko
Chiró N'Toko (Kinshasa, 30 januari 1988) is een voormalig Congolees voetballer met een Belgisch paspoort die doorgaans als verdediger speelde. 

## Loopbaan
Hij tekende in januari 2017 een contract tot medio 2018 bij NAC Breda, dat hem overnam van SC Cambuur. Spoedig daarna raakte hij langdurig geblesseerd. Pas aan het einde van 2017/2018 was hij weer fit, maar N'Toko maakte in het seizoen 2017/2018 geen minuten voor de club uit Breda. N'Toko tekende in december 2018 voor El Paso Locomotive FC.

## Clubstatistieken
| Seizoen | Club               | Land             | Competitie          | Duels | Goals |
| ------- | ------------------ | ---------------- | ------------------- | ----- | ----- |
| 2005/06 | Seraing RUL        | België           | Vierde klasse D     | 16    | 0     |
| 2006/07 | RFC Sérésien       | België           | Derde klasse B      | 25    | 0     |
| 2007/08 | AGOVV Apeldoorn    | Nederland        | Eerste divisie      | 34    | 2     |
| 2008/09 | AGOVV Apeldoorn    | Nederland        | Eerste divisie      | 30    | 0     |
| 2009/10 | AGOVV Apeldoorn    | Nederland        | Eerste divisie      | 37    | 2     |
| 2010/11 | ADO Den Haag       | Nederland        | Eredivisie          | 5     | 0     |
| 2011/12 | ADO Den Haag       | Nederland        | Eredivisie          | 10    | 0     |
| 2012/13 | Barnet FC          | Engeland         | Football League Two | 3     | 0     |
| 2013/14 | FC Eindhoven       | Nederland        | Eerste divisie      | 33    | 5     |
| 2014/15 | FC Eindhoven       | Nederland        | Eerste divisie      | 35    | 4     |
| 2015/16 | FC Eindhoven       | Nederland        | Eerste divisie      | 22    | 2     |
| 2016/17 | SC Cambuur         | Nederland        | Eerste divisie      | 14    | 0     |
| 2016/17 | NAC Breda          | Nederland        | Eerste divisie      | 10    | 0     |
| 2017/18 | NAC Breda          | Nederland        | Eredivisie          | 0     | 0     |
| 2018/19 | FK Senica          | Slowakije        | Fortuna Liga        | 1     | 0     |
| 2019    | El Paso Locomotive | Verenigde Staten | USL Championship    | 28    | 1     |
| 2020    | El Paso Locomotive | Verenigde Staten | USL Championship    | 1     | 0     |
| Totaal  | Totaal             | Totaal           | Totaal              | 260   | 15    |

- Bijgewerkt tot 25 maart 2020